# Kaapverdische pijlstormvogel
De Kaapverdische pijlstormvogel (Calonectris edwardsii) is een vogel uit de familie van de stormvogels en pijlstormvogels (Procellariidae). Deze vogel is genoemd naar de Franse natuuronderzoeker Milne-Edwards (het is niet duidelijk of dit vader Henri of zoon Alphonse betreft). 

## Verspreiding en leefgebied
Het is een endemische soort uit Kaapverdië. Buiten de broedtijd verspreiden de vogels zich over de Atlantische Oceaan van West-Afrika tot zuidoostelijk Zuid-Amerika.

## Status
De grootte van de populatie is in 2015 geschat op 13.800 volwassen vogels. Op de Rode lijst van de IUCN heeft deze soort de status gevoelig.